# Newbury (Massachusetts)
Newbury est une ville du comté d'Essex dans le Massachusetts. Elle comptait 6 666 habitants en 2010.